# Jonathan Dagenais
 (avril 2023).
La mise en forme du texte ne suit pas les recommandations de Wikipédia : il faut le « wikifier ».
Les points d'amélioration suivants sont les cas les plus fréquents :
- Les titres sont pré-formatés par le logiciel. Ils ne sont ni en capitales, ni en gras.
- Le texte ne doit pas être écrit en capitales (les noms de famille non plus), ni en gras, ni en italique, ni en « petit »…
- Le gras n'est utilisé que pour surligner le titre de l'article dans l'introduction, une seule fois.
- L'italique est rarement utilisé : mots en langue étrangère, titres d'œuvres, noms de bateaux, etc.
- Les citations ne sont pas en italique mais en corps de texte normal. Elles sont entourées par des guillemets français : « et ».
- Les listes à puces sont à éviter, des paragraphes rédigés étant largement préférés. Les tableaux sont à réserver à la présentation de données structurées (résultats, etc.).
- Les appels de note de bas de page (petits chiffres en exposant, introduits par l'outil «  Source ») sont à placer entre la fin de phrase et le point final[comme ça].
- Les liens internes (vers d'autres articles de Wikipédia) sont à choisir avec parcimonie. Créez des liens vers des articles approfondissant le sujet. Les termes génériques sans rapport avec le sujet sont à éviter, ainsi que les répétitions de liens vers un même terme.
- Les liens externes sont à placer uniquement dans une section « Liens externes », à la fin de l'article. Ces liens sont à choisir avec parcimonie suivant les règles définies. Si un lien sert de source à l'article, son insertion dans le texte est à faire par les notes de bas de page.
- La présentation des références doit suivre les conventions bibliographiques. Il est recommandé d'utiliser les modèles {{Ouvrage}}, {{Chapitre}}, {{Article}}, {{Lien web}} et/ou {{Bibliographie}}. Le mode d'édition visuel peut mettre en forme automatiquement les références.
- Insérer une infobox (cadre d'informations à droite) n'est pas obligatoire pour parachever la mise en page.

Pour une aide détaillée, merci de consulter Aide:Wikification.
Si vous pensez que ces points ont été résolus, vous pouvez retirer ce bandeau et améliorer la mise en forme d'un autre article.
Jonathan Dagenais, né en 1978 dans la région de Québec, au Canada) est un chef d'orchestre, compositeur, arrangeur et enseignant.

## Biographie
Jonathan Dagenais possède une maîtrise en direction d'orchestre de l'Université McGill et un baccalauréat en techniques d'écriture de l'Université de Montréal. Il est reconnu pour ces multiples talents de chef d’orchestre et de pédagogue au sein des universités, collèges et écoles secondaires du Québec. Il est également réputé pour sa carrière de compositeur et d’arrangeur pour orchestre à vent. Jonathan Dagenais siège régulièrement en tant que juge-évaluateur dans plusieurs compétitions musicales à travers l’Amérique du Nord. Il est d’ailleurs le directeur artistique du MusicFest Québec en direction et pédagogie musicale pour Twigg Musique et pour la Fédération des Harmonies et Orchestres Symphoniques du Québec (FHOSQ). Il est également Artiste Maître Éducateur pour la compagnie Yamaha Canada,,,.

### Chef d'orchestre
Jonathan Dagenais a une carrière de direction très active. Il est directeur musical et artistique de l’Orchestre à Vents Non Identifié (OVNI) depuis sa fondation en 2005. Il dirige également l’Orchestre de Jeux vidéos (OJV) depuis 2015, un orchestre consacré à l’interprétation de la musique de jeux vidéo. Depuis 2019, il est également le chef d’orchestre principal du Ottawa Pops Orchestra (OPO). Il est également chargé de cours au Schulich School of Music de l’Université McGill où il dirige l’orchestre à vent de l’université. En dehors de ces fonctions, il est également invité à diriger différents ensembles dans des camps musicaux et plusieurs orchestres honorifiques nord-américains,,,,.

### Pédagogue
Actuellement, Jonathan Dagenais est chargé de cours au Schulich School of Music de l’Université McGill. Il dirige le McGill Wind Orchestra et il enseigne le cours de direction instrumentale. Il est aussi chargé de cours à l’École de Musique de l’Université de Sherbrooke en composition instrumentale. Outre ces différents postes dans les universités, il offre également ces services de pédagogue dans des cliniques musicales, des festivals musicaux et des compétitions en Amérique du Nord,,.

### Compositions et arrangements
Les œuvres de Jonathan Dagenais vont être jouées dans plusieurs ensembles universitaires et secondaires canadiens. Ces compositions se retrouvent sur plusieurs enregistrements professionnels. Certaines d’entre elles figurent régulièrement dans le répertoire imposé des festivals de musique nord-américains. Elles sont publiées à travers le monde avec les Éditions Alfred Music, TRN Music Publisher Inc., Eighth Note Publications et Hafabra Music,,,,.

## Répertoire

### Compositions (pour orchestre à vents)
- 2020 : Cardassia
- 2016 : Encircled
- 2018 : Mouvement Frénétique
- 2011 : Polytechnique
- 2013 : Prelude and Celebration
- 2020 : Spring March
- 2007 : Stella-1er mvt. Poussières et perpétuité
- 2007 : Stella-2e mvt. Lumière de vie
- 2007 : Stella-3e mvt. Puissance, supernova et paix
- 2009 : Symbiopholie

### Arrangements (pour orchestre à vents)
- 2016 : Retro Gaming Medley
- 2016 : Final Fantasy VII Symphonic Suite
- 2017 : Final Fantasy SNES (IV-V-VI) Suite
- 2019 : Dragon Quest Overture
- 2018 : Rufus Welcoming Ceremony March (from Final Fantasy VII)